# L'última primavera
L'última primavera (títol original: Ladies in Lavender), és una pel·lícula britànica dirigida per Charles Dance, estrenada l'any 2004. Ha estat doblada al català.

## Argument
Janet i la seva germana Ursula, dues velles, descobreixen el cos inanimat d'Andrea a la platja veïna. Janet descobrirà en ell un fill i Ursula, un amor impossible.
Però allà no s'atura la cosa. Andrea, que és un gran violinista, coneixerà Olga, que canviarà la seva vida.

## Repartiment
- Judi Dench: Ursula
- Maggie Smith: Janet
- Daniel Brühl: Andrea
- Freddie Jones: Jan Pandered
- Miriam Margolyes: Dorcas
- David Warner: Dr Francis Mead
- Clive Russell: Adam Penruddocke
- Richard Pears: Barry
- Natascha McElhone: Olga
- Toby Jones: Hedley
- Joanna Dickens: Mme Pendered
- Geoffrey Bayldon: M. Penhaligan
- Timothy Bateson: M. Hallett
- Roger Booth: Arthur
- Finty Williams: una noia de la regió
- Rebecca Hulbert: la promesa

## Al voltant de la pel·lícula
- El rodatge es va desenvolupar a Cadgwith, petit poble de Cornualla, així com a Londres.
- Es tracta de la tercera col·laboració entre les actrius Judi Dench i Maggie Smith, després d'Habitació amb vistes l'any 1985 i Un te amb Mussolini l'any 1999.[3]

## Premis i nominacions
- Nominació al premi a la millor actriu per a Judi Dench i Maggie Smith, en els Premis del cinema europeu 2005.[4]